# Šiator
Šiator (659,7 m n. m.) je druhý nejvyšší vrchol Cerové vrchoviny.
Nachází se v jižní části pohoří, východně od Šiatorské Bukovinky, blízko státní hranice s Maďarskem. Souvislý hustý porost neumožňuje výhledy.

## Přístup
Na vrchol nevede značený turistický chodník a přístup je lesem z obce Šiatorská Bukovinka . Severním úpatím Šiatra vede údolím Bukovinského potoka  zeleně značená trasa z obce ke hradu Šomoška.